# Mysz hotentocka
Mysz hotentocka (Mus indutus) – gatunek gryzonia z rodziny myszowatych, występujący w Afryce Południowej.

## Systematyka
Gatunek został opisany naukowo w 1910 roku przez O. Thomasa, jako Leggada bella induta. Miejsce typowe znajduje się w Prowincji Przylądkowej Północnej w Południowej Afryce, nad rzeką Molopo. Była uważana za podgatunek myszy karłowatej (Mus minutoides), jednak istnieją między nimi różnice morfologiczne i chromosomalne. Kariotyp myszy hotentockiej tworzy 18 par chromosomów (2n=36), FN=36–37.  Wyróżniane są dwa lub trzy podgatunki.

## Występowanie
Mysz hotentocka występuje w północnej części Południowej Afryki, w zachodnim Zimbabwe, Botswanie, południowozachodniej Zambii, środkowej i północnej Namibii i południowej Angoli. Żyje na wysokościach około 1000 m n.p.m., ale w południowoafrykańskiej prowincji Gauteng znajdowano ją nawet na wysokości 1600 m n.p.m..

## Wygląd
Jest to bardzo mała mysz, osiąga długość od 45 do 65 mm (średnio 53,2 mm), z ogonem o długości od 30 do 52 mm (średnio 42 mm). Masa ciała to od 3 do 8 g (średnio 5,4 g). Ma miękką sierść, grzbiet jest płowożółty lub rudawy, spód ciała jest biały, wyraźnie oddzielony. Włosy grzbietu mają szarą nasadę i niekiedy czarne czubki. Mysz ma spiczasty nos, długie wibryssy i zaokrąglone brązowawe uszy. Kończyny są krótkie, z białawymi stopami; przednia noga ma cztery palce, tylna pięć, z czego trzeci i czwarty palec obu jest wydłużony; wszystkie są wyposażone w pazury. Samica ma cztery pary sutków.

## Tryb życia
Zwierzę to może zajmować wiele siedlisk na suchych sawannach. Prowadzi nocny, naziemny tryb życia. Kopie nory w piaszczystej ziemi lub wykorzystuje nory innych gatunków. Może kryć się pod skałami, leżącymi konarami lub pod korą. Zjada głównie nasiona traw i strąki akacji, ale włącza do diety także owady. Na pustyni Kalahari należy do najpospolitszych gryzoni, zaraz po trawomyszce namibskiej (Rhabdomys pumilio) i myszoskoczniku malutkim (Gerbillurus paeba).
Mysz hotentocka rozmnaża się przez cały rok, szczyt sezonu rozrodczego przypada na porę deszczową. Młode rodzą się w kulistym gnieździe z trawy lub innych miękkich włókien roślinnych, ukrytym pod ziemią. Pozostają pod opieką obojga rodziców do odstawienia od piersi. Myszy hotentockie są bardzo agresywne w stosunku do własnego gatunku, co wskazuje na terytorializm, choć nie jest to dostatecznie zbadane. W niewoli zdarzają się przypadki kanibalizmu.

## Populacja
Mysz hotentocką charakteryzuje szeroki zasięg występowania. Jest liczna, a niektórych lokalizacjach nawet bardzo liczna. W Prowincji Północno-Zachodniej RPA, która obejmuje znaczną część jej zasięgu, w latach 1994–2010 straciła ona 12% naturalnego środowiska, jednak okazała się zdolna do życia na obszarach przekształconych przez rolnictwo. Liczebność tych gryzoni może wzrastać gwałtownie w okresach dużej dostępności pokarmu. Mysz hotentocka jest przez Międzynarodową Unię Ochrony Przyrody uznawana za gatunek najmniejszej troski. Występuje w wielu obszarach chronionych.